# Goliat

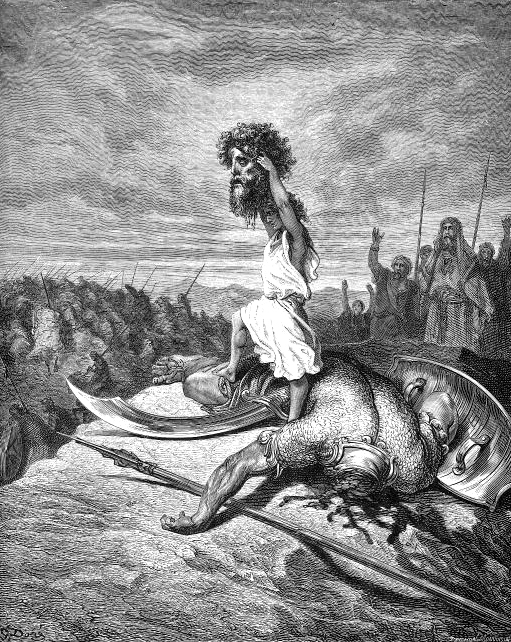
Dawid trzymający odciętą głowę Goliata, ilustracja autorstwa Gustave Doré z 1866 r.

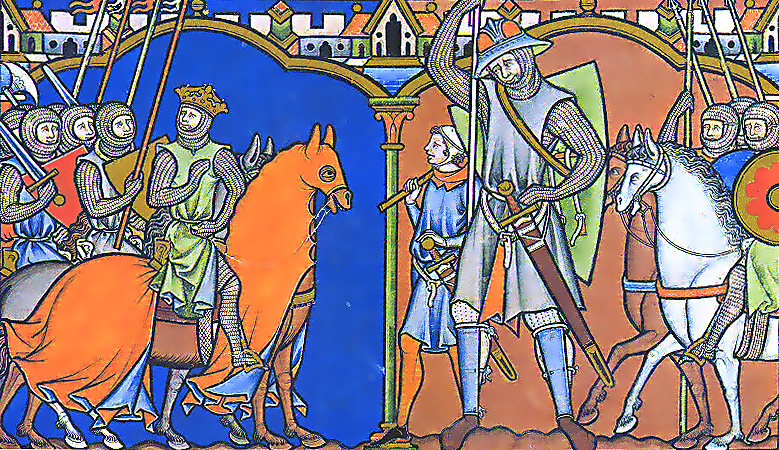
Goliat rzucający wyzwanie Izraelitom – miniatura pochodząca z Biblii Maciejowskiego z XIII wieku

Goliat (heb. גָּלְיָת Golyāṯ; arab. جالوت Ǧālūt) – opisany w Starym Testamencie olbrzymi filistyński wojownik pochodzący z miasta Gat. Według Biblii jego wzrost miał wynosić aż sześć łokci i jedną piędź (ok. 3 metrów). Zginął z ręki Dawida, który pokonał go wyrzuconym z procy kamieniem.
O postaci wspominają źródła starotestamentowe: Pierwsza oraz Druga Księga Samuela, Pierwsza Księga Kronik oraz Mądrość Syracha. Goliat jest również opisany w Koranie.

## Relacja biblijna

### Pierwsza Księga Samuela
Wtedy wystąpił z obozu filistyńskiego pewien harcownik imieniem Goliat, pochodzący z Gat. Był wysoki na sześć łokci i jedną piędź. Na głowie miał hełm z brązu, ubrany zaś był w łuskowy pancerz z brązu o wadze pięciu tysięcy syklów. Miał również na nogach nagolenice z brązu oraz brązowy, zakrzywiony nóż w ręku. Drzewce włóczni jego było jak wał tkacki, a jej grot ważył sześćset syklów żelaza. Poprzedzał go też [giermek] niosący tarczę. Stanąwszy naprzeciw, krzyknął w kierunku wojsk izraelskich te słowa: «Po co się ustawiacie w szyku bojowym? Czyż ja nie jestem Filistynem, a wy sługami Saula? Wybierzcie spośród siebie człowieka, który by przeciwko mnie wystąpił. Jeżeli zdoła ze mną walczyć i pokona mnie, staniemy się waszymi niewolnikami, jeżeli zaś ja zdołam go zwyciężyć, wy będziecie naszymi niewolnikami i służyć nam będziecie». Potem dodał Filistyn: «Oto urągałem dzisiaj wojsku izraelskiemu. Dajcie mi człowieka, będziemy z sobą walczyć».

### Druga Księga Samuela
Kiedy doszło do nowej walki z Filistynami w Gob, Elchanan z Betlejem, syn Jaira, zabił Goliata z Gat, którego drzewce dzidy wyglądało jak wał tkacki.

Encyklopedia Żydowska wyjaśnia, że ten fragment Biblii odnosi się do pierwotnej tradycji żydowskiej, która głosiła, że śmierć Goliata nastąpiła z ręki Elchanana, syna Jaira. Z czasem jednak wydarzenie to zaczęto przypisywać Dawidowi, Elchanan natomiast pokonać miał Lachmiego, brata Goliata z Gat. Opisuje to poniższy fragment z Pierwszej Księgi Kronik.

I była znowu wojna z Filistynami, podczas której Elchanan, syn Jaira, zabił Lachmiego, brata Goliata z Gat, a drzewce jego włóczni było jak wał tkacki.

Targum Jonatana stara się rozwiązać problem biblijnej sprzeczności, wyjaśniając że Elchanan to alternatywne imię Dawida.

## Znalezisko archeologiczne
4 sierpnia 2005 roku w Tell es-Safi w okolicach Doliny Terebintu (Dolina Elah) zespół archeologów z Uniwersytetu Bar-Ilana w Ramat Ganie odkrył pierwszy pozabiblijny przekaz imienia Goliat, umieszczony na fragmencie skorupy z X w. p.n.e.

## Uzbrojenie Goliata
Opis zbroi Goliata przedstawia zapewne najbogatsze ówczesne uzbrojenie.
Według opisu biblijnego Goliat miał na sobie:
- hełm z brązu
- zbroja łuskowa z brązu ważąca 5000 sykli (57 kg)
- nagolenniki z brązu
- zakrzywiony nóż z brązu
- włócznia „jak wał tkacki” z żelaznym grotem o masie 600 sykli (6,8 kg).

Dodatkowo, szedł przed nim giermek niosący tarczę.
Miecz Goliata przechowywano w przybytku w Nob.